# IBEX Medium Cap
IBEX Medium Cap (IBEXC) es un índice bursátil elaborado por Bolsas y Mercados Españoles (BME) que agrupa a las empresas cotizadas de mediana capitalización de las cuatro bolsas españolas que cotizan a través del Sistema de Interconexión Bursátil Español (SIBE). Es un índice ponderado por capitalización. Está formado por las 20 compañías más importantes después del IBEX 35. Su ISIN es ES0SI0000013.

## Historia
El 1 de marzo de 2005, Bolsas y Mercados Españoles anunciaron que iban a crear los índices IBEX Medium Cap (valores de mediana capitalización) e IBEX Small Cap (valores de pequeña capitalización) y se crearon el 1 de julio de 2005.

## Selección de su composición
La entrada o salida de valores en su composición es revisada semestralmente por unos criterios específicos según un grupo de expertos que se encarga de decidir quién se merece un puesto en el índice y quién no denominado Comité Asesor Técnico (CAT). Sus reuniones son en junio y diciembre y a efecto sus decisiones se harán efectivas el primer día hábil de julio y de enero respectivamente, no obstante, pueden celebrarse reuniones extraordinarias ante circunstancias que así lo requieran. No existe un mínimo ni un máximo de cambios a realizar, pudiendo ser ninguno o tantos como sea pertinente.
Criterios:
- Sus empresas no deben formar parte del IBEX 35 ni del IBEX Small Cap.
- Deben tener un porcentaje de capital flotante superior al 15% y una rotación anualizada sobre el capital flotante real superior al 15%. Siendo el capital flotante el número de títulos efectivamente en circulación en el mercado.

Con todo ello se establece un listado y los primeros 20 valores pertenecerán al IBEX Medium Cap y los 30 siguientes al IBEX Small Cap.

## Composición
En la siguiente tabla, se indican los 19 valores que componen el IBEX Medium Cap a 8 de mayo de 2024:
| Ticker | Empresa                                    | Sede                       | Sector                                    | ISIN         |
| ------ | ------------------------------------------ | -------------------------- | ----------------------------------------- | ------------ |
| CAF    | Construcciones y Auxiliar de Ferrocarriles | Beasáin                    | Fabricación y montaje de bienes de equipo | ES0121975009 |
| EBRO   | Ebro Foods                                 | Madrid                     | Alimentación y bebidas                    | ES0112501012 |
| ENC    | ENCE                                       | Madrid                     | Papel y artes gráficas                    | ES0130625512 |
| FAE    | Faes Farma                                 | Lejona                     | Productos farmacéuticos y biotecnología   | ES0134950F36 |
| GEST   | Gestamp Automoción                         | Abadiano                   | Fabricación y montaje de bienes de equipo | ES0105223004 |
| PSG    | Prosegur                                   | Madrid                     | Otros servicios                           | ES0175438003 |
| ALM    | Almirall                                   | Barcelona                  | Productos farmacéuticos y biotecnología   | ES0157097017 |
| A3M    | Atresmedia                                 | San Sebastián de los Reyes | Medios de comunicación y publicidad       | ES0109427734 |
| CIE    | CIE Automotive                             | Bilbao                     | Fabricación y montaje de bienes de equipo | ES0105630315 |
| EDR    | eDreams                                    | Madrid / Luxemburgo        | Ocio, turismo y hostelería                | LU1048328220 |
| FCC    | FCC                                        | Barcelona                  | Construcción                              | ES0122060314 |
| GRE    | Grenergy Renovables                        | Madrid                     | Energías renovables                       | ES0105079000 |
| LDA    | Línea Directa                              | Tres Cantos                | Seguros                                   | ES0105546008 |
| PHM    | PharmaMar                                  | Colmenar Viejo             | Productos farmacéuticos y biotecnología   | ES0169501022 |
| TLGO   | Talgo                                      | Las Matas                  | Fabricación y montaje de bienes de equipo | ES0105065009 |
| TRE    | Técnicas Reunidas                          | Madrid                     | Ingeniería y otros                        | ES0178165017 |
| TUB    | TUBACEX                                    | Llodio                     | Fabricación y montaje de bienes de equipo | ES0132945017 |
| VID    | Vidrala                                    | Llodio                     | Alimentación y bebidas                    | ES0183746314 |
| VIS    | Viscofan                                   | Cáseda                     | Alimentación y bebidas                    | ES0184262212 |